# П'явка риб'яча
П'явка риб'яча (Piscicola geometra) — вид п'явок з роду Piscicola родини Риб'ячі п'явки ряду Хоботні п'явки (Rhynchobdellida). Синонім — Hirudo geometra. Інші назви «геометрична пісцикола», «п'явка-землемір».

## Опис
Загальна довжина сягає 5 см, зазвичай 3-4 см, завширшки 2,5-3 мм. Тіло циліндричне, доволі струнке. Передня та задня присоски дископодібні, ширше за ширину тіла. Втім передня набагато більша за задню, вона велика, різко відділена від іншої частини тіла, що дозволяє їй надійно триматися на швидко плаваючих риб. На присоскі розташовані 2 пари очей. Для посилення газообміну у неї з боків розташовуються сосочки, здатні ритмічно скорочуватися.
Забарвлення мінливе, найчастіше сірувато-зелене або жовтувате. Посередині спини проходить вузька світла смуга з відгалужується поперечними смужками. На задній присосці є радіальні пігментні смужки, між якими розташовані окоподібні плями. За свій малюнок ця пісцикола отримала власну назву «geometra».

## Спосіб життя
Воліє передусім до водойм насичених киснем. Дихає через шкіру. У непротічних ставках і болотах вона зустрічається вкрай рідко. Може переносити солонуватість води. Здатна до інвазії. Вдень тримається водної рослинності, чекаючи на здобич. Доволі швидко рухається, наче вимірує довжину, прикріплюясь почергово передньою та задньою присосками. 
Є ектопаразитом, смокче кров у самих різних костистих риб. Здатна перебувати на рибі протягом тижня. Звідси походить її назва. Відомі випадки, коли величезна кількість п'явок (іноді сотні), що присмокталися до риби, викликали її загибель. Крім того, п'явки, будучи господарями деяких найпростіших, заражають риб небезпечними хворобами. Зараження риб цією п'явкою називають пісциколезом. Заходи боротьби полягають в дезінфекції ставків негашеним вапном і проведенні інших оздоровчих заходів.
Розмножується навесні або на початку літа, відкладаючи на дно водойми червонувато-коричневі овальні кокони. У другій половині літа з них виходять п'явки, що відразу здатні нападати на рибу.

## Розповсюдження
Поширена на усіх континентах, окрім Австралії та Антарктиди.